# Winn Parish
Winn Parish is een parish in de Amerikaanse staat Louisiana.
De parish heeft een landoppervlakte van 2.462 km² en telt 16.894 inwoners (volkstelling 2000). De hoofdplaats is Winnfield.

## Bevolkingsontwikkeling

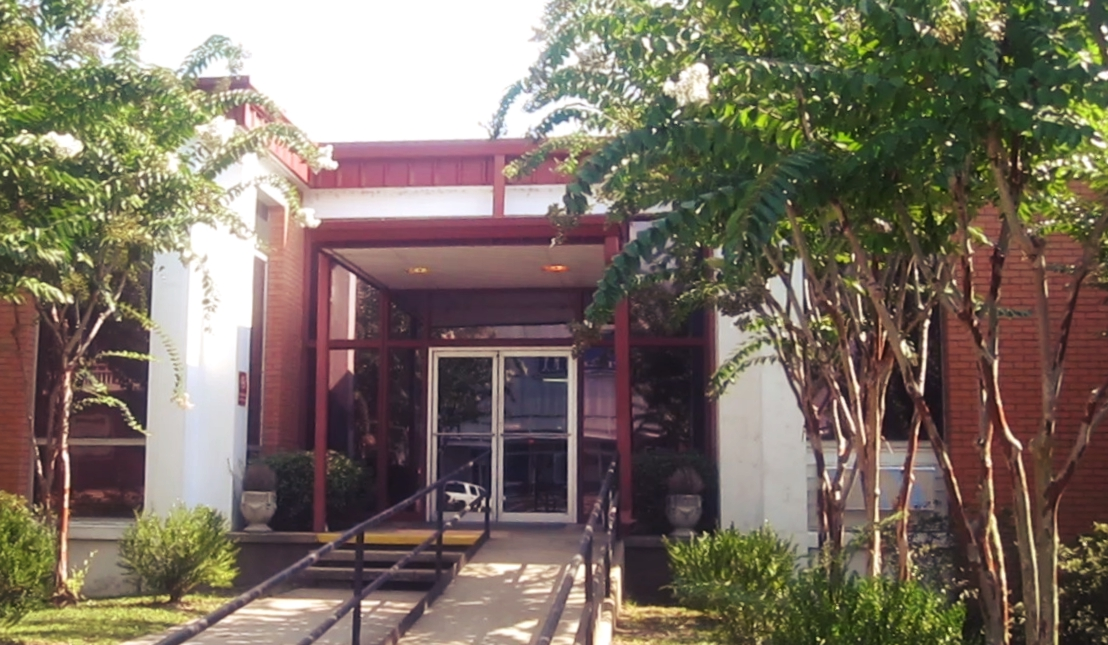
Winn Parish Courthouse